# Hypsopsetta
Hypsopsetta is een geslacht van straalvinnige vissen uit de familie van schollen (Pleuronectidae).

## Soorten
- Hypsopsetta guttulata (Girard, 1856)
- Hypsopsetta macrocephala Breder, 1936